# Мост Миллениум (Лондон)
Мост Миллениум, или мост Тысячелетия (англ. London Millennium Footbridge), — пешеходный мост в Лондоне, пересекающий Темзу.

## Название
Название моста переводится с английского как мост Тысячелетия: он был сооружён в ознаменование наступления третьего тысячелетия, став одним из немногих масштабных сооружений, возведённых в столице Соединённого Королевства в связи с празднованием Миллениума.

## Соседние достопримечательности
Если по мосту Тысячелетия переходить на северный берег Темзы, то впереди находится купол собора Святого Павла, а также его южный фасад. Если же идти на южный берег реки, то впереди видна располагающаяся на берегу Темзы галерея под названием «Тейт Модерн», а слева от неё — реконструкция шекспировского театра «Глобус».

## История
Строительство началось в конце 1998 года; основные работы начались 28 апреля 1999 года. 
Перед постройкой на обоих берегах Темзы — на тех участках, где планировалось строительство, — были проведены археологические раскопки.
На строительство моста было потрачено 18,2 миллиона фунтов (при бюджете 2,2 миллиона фунтов).
У моста Миллениум не одна, а две даты открытия. Первый раз, 10 июня 2000 года, его торжественно открыли в присутствии королевы Елизаветы II. В тот день на мосту побывали около 100 тыс. человек, на нём одновременно находилось до 2000 человек. Однако вскоре обнаружился изъян: мост сильно раскачивался из стороны в сторону. Как выяснилось, это происходило из-за  резонансных явлений. Возможно, инженеры, проектируя сооружение, ошиблись в расчётах. После обнаружения дефекта сначала предприняли попытку ограничить численность людей, проходящих по мосту одновременно; однако это привело к образованию длинных очередей. В итоге 12 июня 2000 года мост, который получил в народе прозвище «шаткий» (англ. The Wobbly Bridge), был закрыт на реконструкцию.
Далее началась перестройка моста Тысячелетия — инженеры приняли решение добавить в его конструкцию демпферы. После этого была проведена проверка: по мосту прошли 2000 добровольцев. Она доказала, что проблема раскачивания устранена. Наконец 22 февраля 2002 года мост Тысячелетия открыли снова. В дальнейшем подобные нежелательные явления не наблюдались.
18 января 2007 года Миллениум временно закрыли из-за сильного ветра: на большей части территории Европы свирепствовал ураган под названием «Кирилл», который мог просто сдуть людей с моста.

## Описание
Конструкция Миллениума не совсем обычна: это горизонтальный висячий мост. У него легко узнаваемый, запоминающийся внешний вид: две Y-видные речные опоры, между их верхушками и между ними самими и берегами проходят натянутые стальные канаты (с каждой стороны по 4), на которые подвешено немалое количество поперечных балок, поддерживающих пролёт моста.

## Роль в кино
- Мост Миллениум присутствовал в начале фильма «Гарри Поттер и Принц-полукровка». По сюжету, пожиратели смерти (группа тёмных волшебников) пролетали по Лондону и обрушили мост в Темзу, о чём было написано в газетах. Однако этот эпизод не соответствует временным рамкам романа: события в книге «Гарри Поттер и Принц-полукровка» происходят в 1996–1997 годах, тогда как сам мост был построен лишь в 2000 году.
- Также мост можно заметить и в другом английском фильме: «Реальная любовь».
- Еще мост встречается в фильме «Таймлесс. Рубиновая книга».
- Мост встречается в первой части сериала «Чёрное зеркало».